# 门茨
门茨（英語：Mentz）是位于美国纽约州卡尤加县的一个镇，地处卡尤加县中部、奥本以北。2010年美国人口普查时，该镇有2378人。其于1802年建镇，1808年得名“门茨”。该名称来源于德国的美茵茨。